# Division 1 i volleyboll för damer 2019/2020
Rissne IF

Sollentuna VK B

Solna VBK

Stockholms Vingar

Division 1 i volleyboll för damer 2019/2020 började spelas 28 september 2019 och avbröts 16 mars 2020 p.g.a. Coronaviruspandemin 2019-2021. Från den 13 mars hade föreningarna haft möjlighet att ställa in matcher (vilket skedde för en match helgen 14/15 mars). Svenska volleybollförbundet beslutade 30 mars 2020 att lagen följande säsong skulle ha rätt att spela i den högsta serie som de teoretiskt skulle kunnat uppnå (via placering eller kval). Detta innebar vanligen spel i samma eller högre serie, men kunde för ett lag på nedflyttningsplats utan teoretisk möjlighet att hamna på något annat än nedflyttningsplats medföra att de flyttades ner på sedvanligt sätt.
Som en konsekvens av spelresultaten och reglerna degraderades Rissne IF och Vansbro AIK från norrserien och Karlstads VBK från södersserien. Senare valde KFUM Skellefteå frivilligt att dra sig ur serien inför den följande säsongen
IKSU erbjöds uppflyttning till Elitserien 2020/2021 (reglementet för seriespel tillåtdf att flera lag tillfrågades och det är inte alltid de högst placerade lagen är intresserade av spel i Elitserien p.g.a. ökade kostnaderna).

## Tabeller

### Norra
| Pos | Lag               | M  | V  | F  | P  | SV | SF | SK    | BV   | BF   | BK    | Kvalificering               |
| --- | ----------------- | -- | -- | -- | -- | -- | -- | ----- | ---- | ---- | ----- | --------------------------- |
| 1   | Norsjö Volley     | 22 | 21 | 1  | 59 | 63 | 17 | 3,706 | 1857 | 1463 | 1,269 |                             |
| 2   | Vallentuna Volley | 21 | 18 | 3  | 56 | 59 | 11 | 5,364 | 1696 | 1230 | 1,379 |                             |
| 3   | IKSU              | 22 | 18 | 4  | 49 | 57 | 22 | 2,591 | 1790 | 1501 | 1,193 |                             |
| 4   | Västerås VBK      | 21 | 15 | 6  | 45 | 51 | 28 | 1,821 | 1734 | 1600 | 1,084 |                             |
| 5   | Sollentuna VK B   | 22 | 13 | 9  | 38 | 45 | 38 | 1,184 | 1822 | 1732 | 1,052 |                             |
| 6   | Stockholms Vingar | 20 | 11 | 9  | 33 | 41 | 38 | 1,079 | 1715 | 1666 | 1,029 |                             |
| 7   | RIG Falköping C   | 21 | 9  | 12 | 27 | 33 | 42 | 0,786 | 1583 | 1685 | 0,939 |                             |
| 8   | Uppsala VBS       | 21 | 8  | 13 | 27 | 36 | 48 | 0,750 | 1699 | 1776 | 0,957 |                             |
| 9   | Solna VBK         | 21 | 5  | 16 | 16 | 26 | 53 | 0,491 | 1622 | 1794 | 0,904 |                             |
| 10  | KFUM Skellefteå   | 20 | 4  | 16 | 16 | 26 | 50 | 0,520 | 1469 | 1713 | 0,858 |                             |
| 11  | Rissne IF         | 22 | 5  | 17 | 15 | 26 | 55 | 0,473 | 1645 | 1820 | 0,904 | Degraderade till Division 2 |
| 12  | Vansbro AIK       | 21 | 0  | 21 | 0  | 2  | 63 | 0,032 | 965  | 1617 | 0,597 | Degraderade till Division 2 |

### Södra
| Pos | Lag                    | M  | V  | F  | P  | SV | SF | SK    | BV   | BF   | BK    | Kvalificering              |
| --- | ---------------------- | -- | -- | -- | -- | -- | -- | ----- | ---- | ---- | ----- | -------------------------- |
| 1   | KFUM Göteborg          | 19 | 17 | 2  | 51 | 54 | 15 | 3,600 | 1640 | 1265 | 1,296 |                            |
| 2   | RIG Falköping B        | 18 | 15 | 3  | 42 | 46 | 22 | 2,091 | 1575 | 1352 | 1,165 |                            |
| 3   | IK Ymer                | 19 | 14 | 5  | 41 | 49 | 25 | 1,960 | 1661 | 1459 | 1,138 |                            |
| 4   | Engelholms VS B        | 20 | 9  | 11 | 29 | 37 | 39 | 0,949 | 1642 | 1673 | 0,981 |                            |
| 5   | Ljungby Volley         | 19 | 9  | 10 | 28 | 36 | 36 | 1,000 | 1518 | 1572 | 0,966 |                            |
| 6   | Veddige Varberg VBK    | 19 | 9  | 10 | 26 | 36 | 37 | 0,973 | 1584 | 1555 | 1,019 |                            |
| 7   | Svedala Volley B       | 19 | 9  | 10 | 26 | 32 | 41 | 0,780 | 1503 | 1569 | 0,958 |                            |
| 8   | Kronan VBK             | 19 | 7  | 12 | 25 | 38 | 42 | 0,905 | 1616 | 1703 | 0,949 |                            |
| 9   | Degerfors Volley Orion | 19 | 7  | 12 | 18 | 24 | 45 | 0,533 | 1412 | 1531 | 0,922 |                            |
| 10  | Falkenbergs VBK        | 19 | 5  | 14 | 17 | 29 | 47 | 0,617 | 1545 | 1691 | 0,914 |                            |
| 11  | Karlstads VBK          | 18 | 3  | 15 | 9  | 17 | 48 | 0,354 | 1220 | 1546 | 0,789 | Degraderat till Division 2 |

## Kval till elitserien
Genomfördes inte, då säsongen avbrutits p.g.a. coronaviruspandemin 2019-2021

## Fotnoter
1. ↑  ”Information med anledning av coronautbrottet”. Svenska volleybollförbundet. https://www.volleyboll.se/forbundet/nyheter/nyheter-forbundet/2022-01-10-information-med-anledning-av-coronautbrottet. Läst 27 augusti 2023.
2. ↑  ”KFUM Skellefteå drar sig ur division I”. Norran. 1 juni 2020. https://norran.se/sport/volleyboll/artikel/kfum-skelleftea-drar-sig-ur-division-i/kr2vk6xj. Läst 27 augusti 2023.
3. ↑  ”Tre nya lag får frågan om elitseriespel”. SVT. 30 mars 2020. https://www.svt.se/sport/volleyboll/tre-nya-lag-kan-komma-till-elitserien. Läst 27 augusti 2023.